# Interfluvio

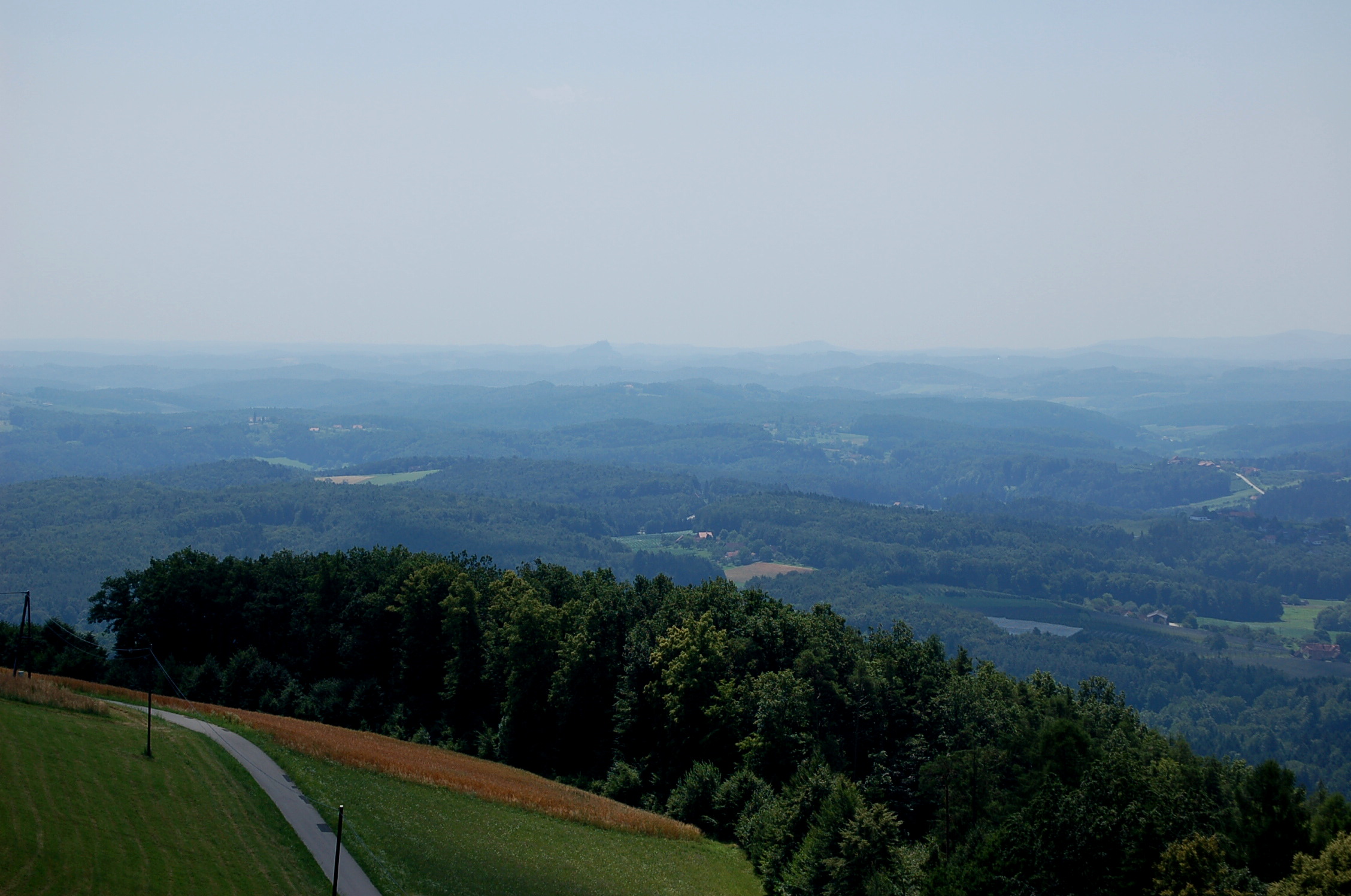
Interfluvio nella Stiria.

Con il termine interfluvio in geologia si indica la porzione di superﬁcie più elevata che separa due valli ﬂuviali adiacenti, che può essere una cresta oppure un'area ampia, comunque non coinvolta dal movimento delle acque.
Gli interfluvi si creano per soliflussione, ma possono anche essere costituiti da terrazzi fluviali che vengono successivamente bisecati dall'erosione fluviale. Nei casi dove è presente un deposito di letti sedimentari più giovani (loess, colluvium) gli interfluvi hanno un aspetto più tondeggiante e meno accidentato.